# Platyspiza
Platyspiza is een monotypisch geslacht van zangvogels uit de grote Amerikaanse familie Thraupidae (tangaren): 
- Platyspiza crassirostris  – Vegetarische boomvink

Dit geslacht behoort tot de zogenaamde Darwinvinken die als endemische soort alleen voorkomt op de Galapagoseilanden.